# Frutillar
Frutillar é uma pequena cidade no sul do Chile, situada na Patagónia. 
Foi fundada por imigrantes alemães em 23 de novembro de 1856. É vizinha das cidades de Puerto Montt, Osorno e Puerto Varas, e hoje tem aproximadamente 5.000 habitantes.
Uma de suas principais atrações turísticas é o Museu Colonial Alemão.

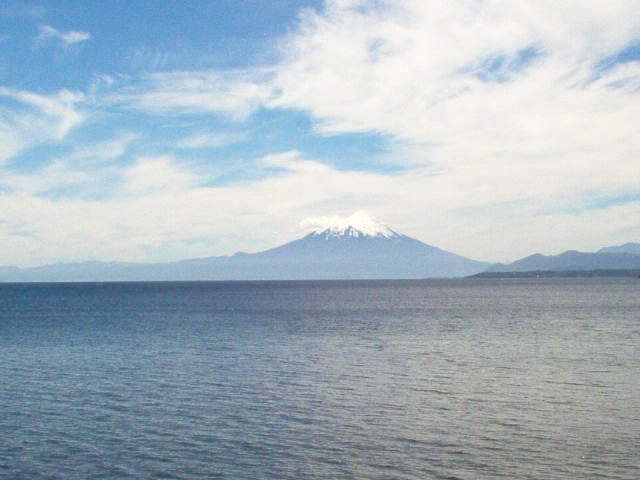
Lago Llanquihue, que embeleza a região

A comuna limita-se: a oeste com Fresia; a norte com Puerto Octay e Purranque; a leste com Puerto Varas; a sul com Llanquihue.

## História
Fundada em 23 de novembro de 1856 pelos colonos alemães que chegaram à região durante o governo do Presidente Manuel Montt, às margens do Lago Llanquihue. Os colonos construíram suas casas nas encostas dos arredores, devido ao terreno pantanoso do entorno do lago, e dedicaram-se às atividades agrícolas e à agroindústria, como o funcionamiento de laticínios, moinhos, destilarías, curtumes e de alguns armazéns dedicados à venda de mantimentos e de implementos. Como consequência do processo de colonização alemã incorporam-se ao nascente vilarejo os costumes e tradições típicas que os habitantes trouxeram de sua terra natal.
Logo começaram a ocupar os lotes medidos por José Decher, as primeiras famílias de colonos alemães, entre os quais Wilhelm Kaschel, Heinrich Kuschel, Theodor Niklitschel, Christian Nannig, Christian Winckler , Adams Schmidt, entre muitos outros.
Devido ao fato que a localidade era ponto de passagem obrigatória entre Puerto Montt e Osorno teve um rápido desenvolvimento, favorecendo a formação do comercio e da agroindústria.
1. ↑  Rojas, Edward (2009). «Reparación, restauración y reciclaje de la Casa Richter en Frutillar. Una intervención crítica sustentable.». Universidade do Bío-Bío. Arquitecturas del Sur. 27 (35): 1. Consultado em 8 de setembro de 2024